# Реставрація Кемму
35°00′00″ пн. ш. 135°46′00″ сх. д. / 35° пн. ш. 135.76666666667° сх. д.
Реставрація Кемму (яп. 建武新政, けんむのしんせい, кемму но сінсей, «Нове правління років Кемму»; 1333—1336) — трирічний період абсолютистського правління Імператора Ґо-Дайґо в історії Японії, який супроводжувався реформами, покликаними перетворити Японію на централізовану монархію зразка 9 — 10 століття. Закінчився крахом реформ, повстанням самураїв під проводом Асікаґи Такаудзі і розколом Імператорського дому на дві династії. Названий за девізом Імператорського правління Кемму. У японській історіографії до 1945 року іменувався Відродженням Кемму.

## Причини
Реставрація Кемму була обумовлена політичною деградацією Камакурського сьоґунату як всеяпонського уряду, деспотією голів цього уряду в особі роду Ходзьо, боротьбою за верховенство у країні між столичними аристократами і провінційними самураями, високим рівнем злочинності та конфліктом між двома гілками Імператорського дому — гілкою Дайкакудзі і гілкою Дзімьоїн — довкола успадкування Імператорського трону. На цьому тлі Імператор Ґо-Дайґо, який зійшов на престол у 1318 році, вирішив організувати підготовку антисьоґунатівського повстання з метою відновлення порядку в країні. У 1321 році він покінчив із двовладдям у Імператорському домі, скасувавши інститут інсей, двір Верховного Імператора Японії, і зібрав групу однодумців із числа аристократії і духовенства. Під прикриттям лекцій з чжусіанства, Імператор проводив наради із Йосідою Садафусою, Маденокодзі Нобуфусою, Кітабатаке Тікафусою, Хіно Сукетомо і Хіно Тосітомо, на яких обговорював плани повалення старого режиму. Проте у жовтні 1324 року сьоґунат довідався про підготовку заколоту і арештував усіх спільників Імператора. Попри це, останній не здався і продовжував таємно агітувати японське самурайство вступати в ряди його армії для повалення деспотів Ходзьо. Імператор мав секретну угоду із ченцями-воїнами монастирів Кофукудзі і Енрякудзі, а також васалами Камакурського сьоґунату, Асікаґою Такаудзі і Ніттою Йосісадою, про спільні дії в разі повстання. Однак 1331 року воно знову зірвалося через донос Йосіди Садафуси. Війська сьоґунату схопи заарештували Хіно Тосімото, ченців Енкана і Монкана, але упустили Імператора. Він утік зі столиці на південь, у містечко Касаґі, де звернувся по допомогу до місцевої знаті і розбійників. На заклик Імператора відгукнувся голова розбійників провінції Каваті, Кусунокі Масасіґе, який зібрав декілька тисяч війська у замку Акасака. Проте сьоґунат вислав проти Касаґі і Акасаки 200 тисячну армію, яка за декілька днів здобула обидва укріплення, і полонила бунтівного монарха. Наступного, 1332 року, Імператора Ґо-Дайґо було заслано на острови Окі.

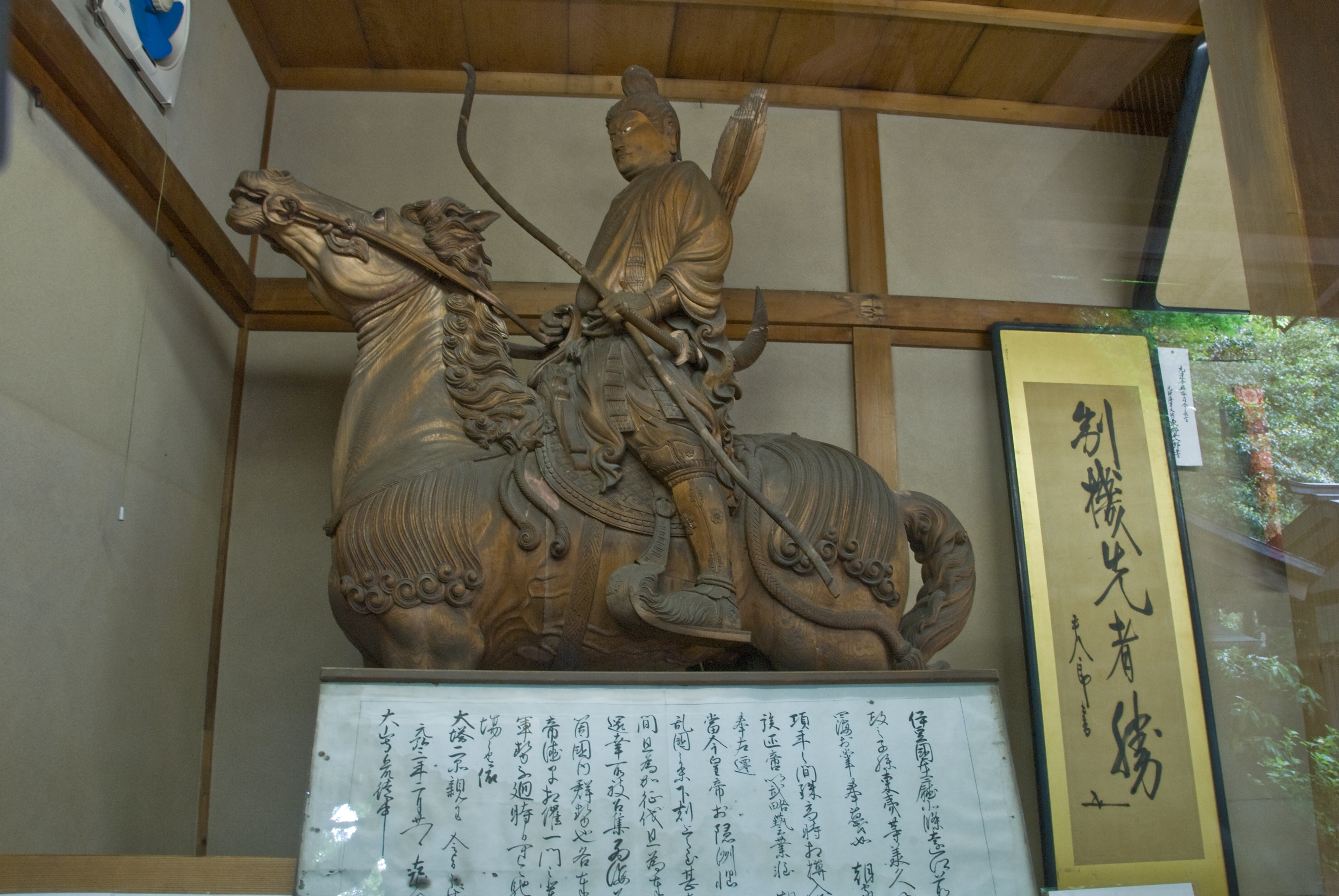
Принц Морійосі
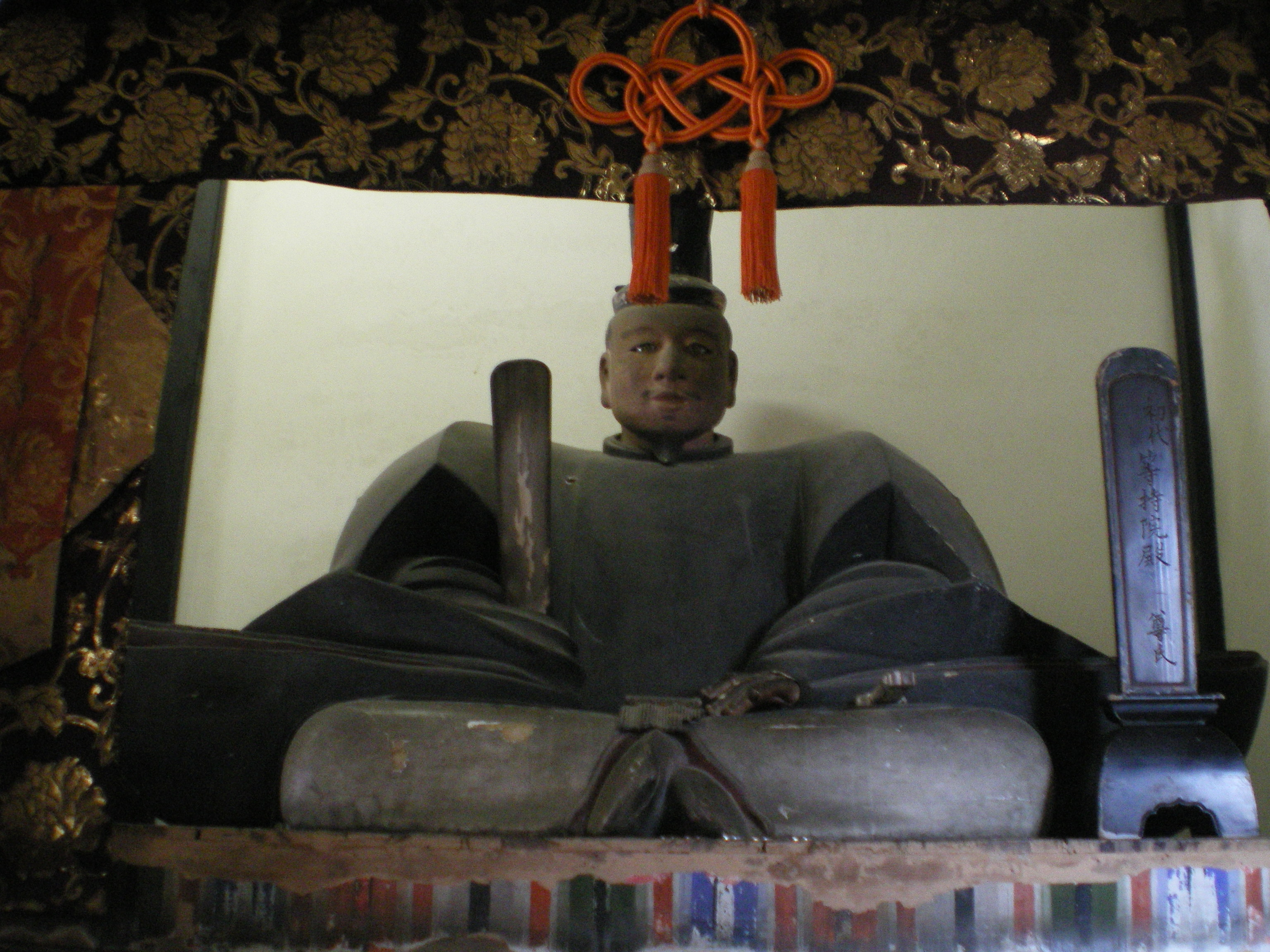
Асікаґа Такаудзі
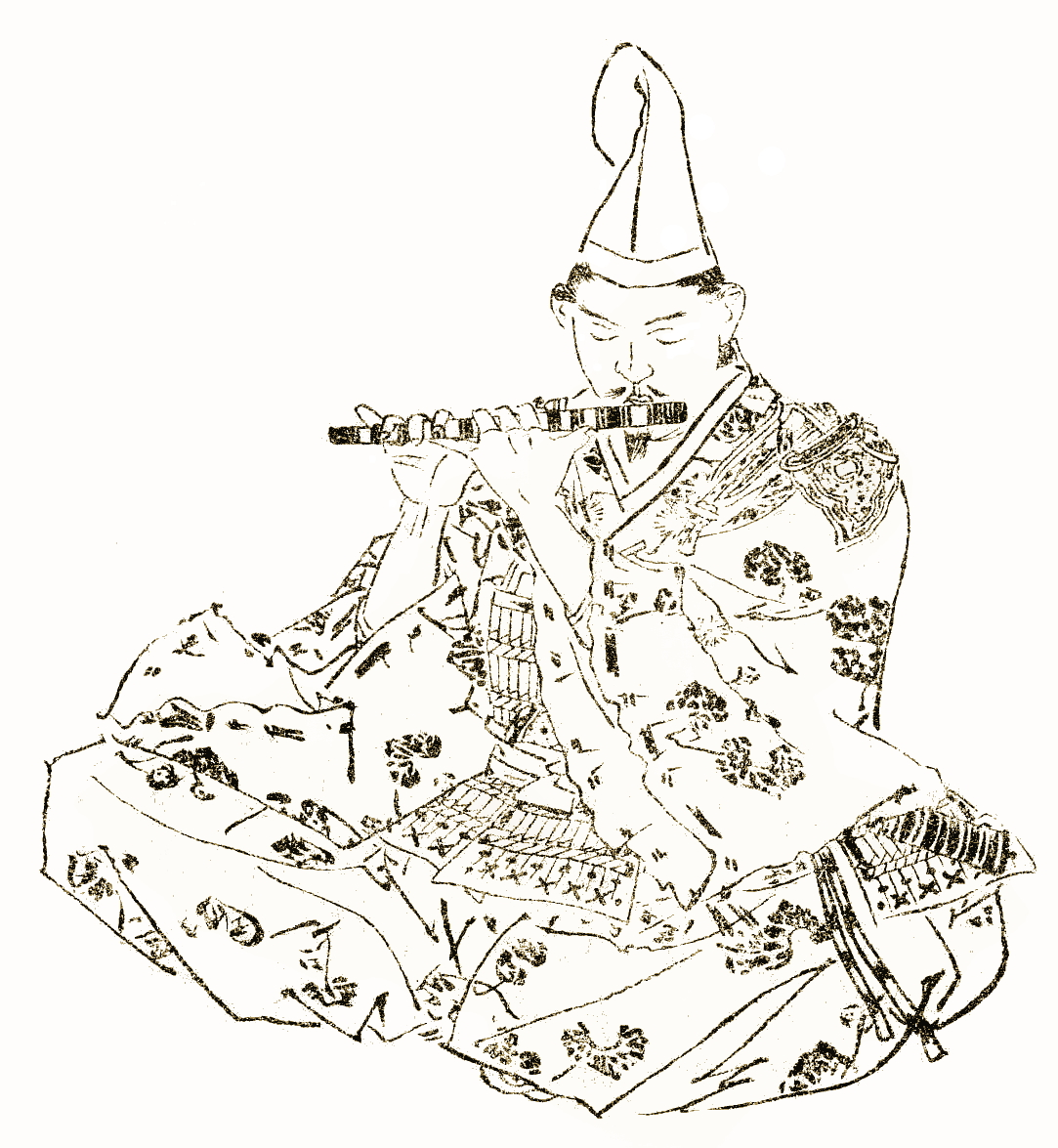
Нітта Йосісада
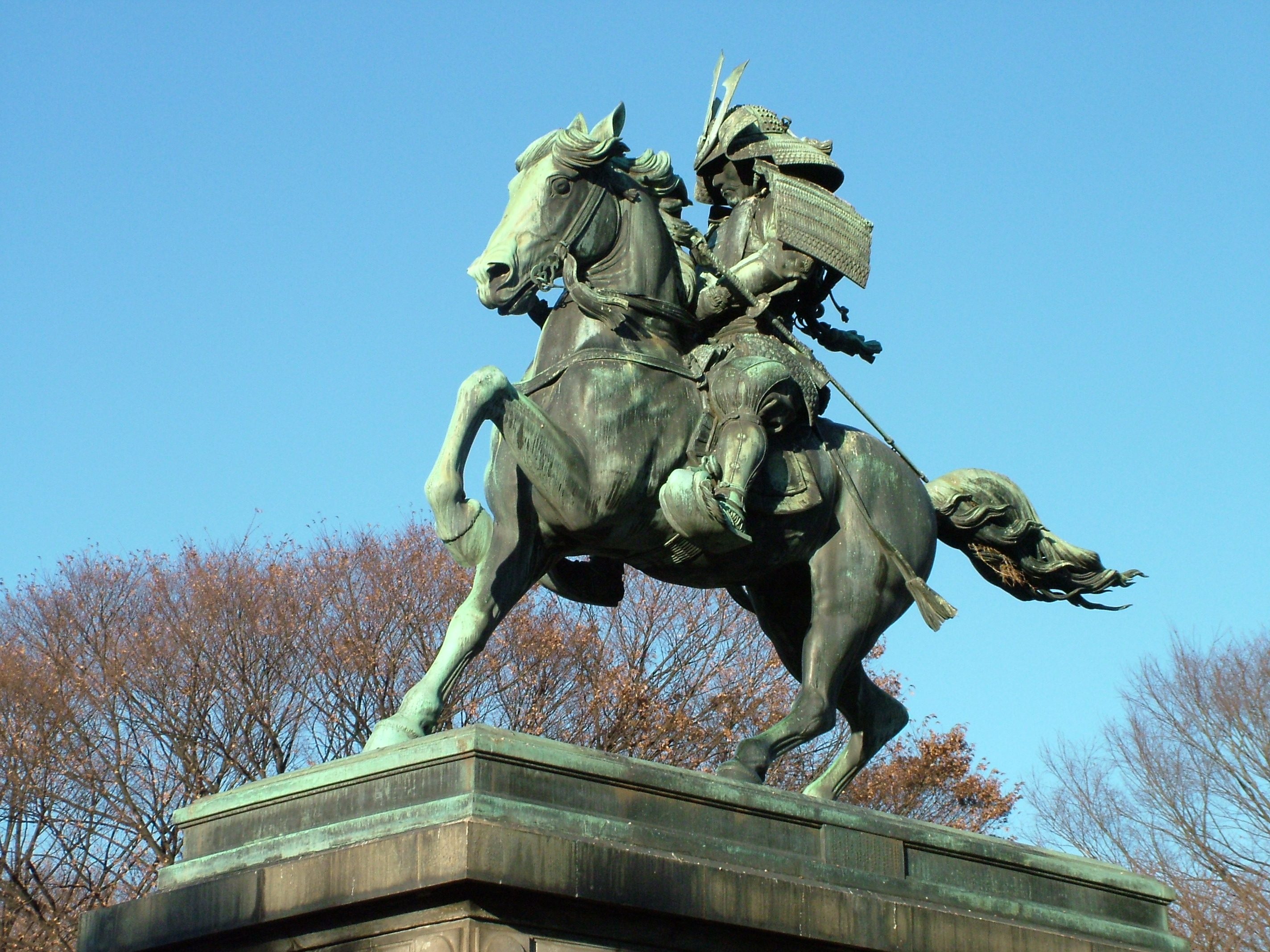
Кусунокі Масасіґе

Навіть із заслання монарх продовжував підтримувати зв'язки із антисьоґунатівськими силами, які у грудні 1332 року знову повстали у місцевості Йосіно під проводом його сина, принца Морійосі, та замку Тіхая під проводом Кусунокі Масасіґе. Від імені батька, принц розіслав звернення до монастирів і місцевої знаті виступити разом проти Камакури. Цього разу повстання розрослося по всій Японії, що дало змогу Імператору вислизнути із заслання і у березні 1333 року прибути до порту Нава провінції Хокі. За сприяння місцевого володаря, Нави Наґатосі, він видав рескрипт, у якому проголошував «ворогами трону» рід Ходзьо і закликав японських військових повалити Камакурський сьоґунат. Останній вислав каральну армію проти повстанців на чолі з полководцем Асікаґою Такаудзі, який однак наприкінці травня 1333 року перекинувся на бік Імператора. Це викликало ланцюгову реакцію у регіонах країни і до повстанців приєдналися впливові роди Юкі з провінції Муцу, Оґасавара з провінції Сінано, Сімадзу з провінції Сацума та інші. На початку червня того ж року війська Асікаґи Такаудзі захопили японську столицю Кіото і ліквідували у ній камакурських урядовців — відомство столичного Рокухарського інспектора. Водночас, у регіоні Канто збунтувався Нітта Йосісада, який за півмісяця здобув Камакуру і ліквідував сьоґунат.

## Перебіг

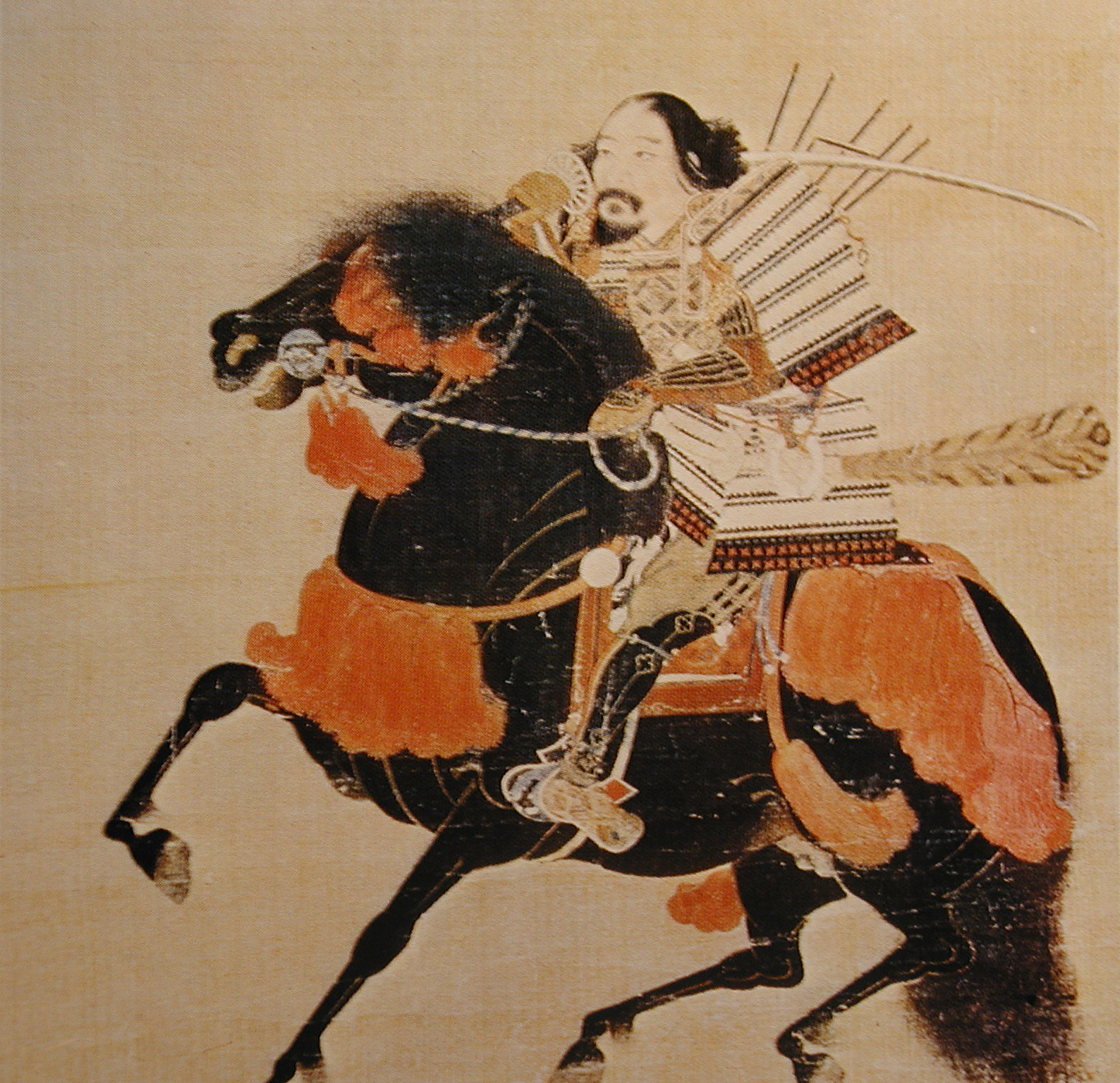
Самурай на коні. Так званий, портрет Асікаґи Такаудзі.

У липні 1333 року Імператор Ґо-Дайґо тріумфально повернувся до столиці. Він видав накази про нагородження учасників повстання титулами і про повернення конфіскованих сьоґунатом земель їхнім колишнім власникам. Імператор вважав, що ідеалом побудови нової системи влади повинна стати модель абсолютистської монархії часів правління Імператорів Дайґо і Муракамі, а тому повів курс на централізацію і реставрацію авторитету Імператорського двору. Одним із перших кроків на цьому шляху було видання рескрипту, за яким власники земельних наділів повинні були пройти у індивідуальному порядку процедуру підтвердження Імператором свого права на володіння землею. Фактично, Імператор визначався як споконвічний володар усієї землі, який видавав підданим дозвіл на користування земляними наділами за службу на невизначений термін. Ця ідея підривала існуючі уявлення про володіння землею, викликала обурення значної частини провінційної знаті і спричинила хаос у японській столиці, куди безперестанку прибували самураї різних чинів з метою переатестації своїх земельних володінь. У результаті Імператор Ґо-Дайґо видав новий указ-поправку, за якими питанням про підтвердження прав на володіння старими землями займалися провінціали кокусі, а Імператор лише надавав нові землі із земельного фонду знищеного роду Ходзьо.
У жовтні 1333 року, на початку реставрації, Імператор заснував нові органи центральної влади: Відомство записів, яке займалося судовими позовами щодо підтвердження прав на землеволодіння, Відомство скарг, яке вирішувало майнові і фінансові суперечки між учасниками антисьоґунівського повстання, головами маєтків дзіто і селянами, і Відомство воїнів, яке забезпечувало охорону правопорядку в Кіото та охорону Імператорського палацу. Однак через зростаючу кількість скраг і нестачу кваліфікованих кадрів ці органи не працювали належним чином, що викликало у населення розчарування новою владою.
У регіонах Імператор відновив провінційні адміністрації кокуґа і адміністрації військових губернаторів сюґо, які займалися збором данина і наглядом за правопорядком. У провінції Муцу та регіоні Канто було встановлено 2 сьоґунати з центрами у замку Таґа і Камакурі, що напряму залежали від голови держави. У листопаді 1333 року сьоґуном Таґи було призначено принца Норійосі, який вирушив на місце служби із радником Кітабатаке Тікафусою, а у січні 1334 року сьоґуном Камакури було призначено принца Морійосі, який вирушив до своєї ставки у супроводі Асікаґи Тадайосі. У лютому 1334 році у провінції Муцу було створено сьоґунську раду, Політичне відомство, Самурайське відомство, Управу монастирів і святилищ та Управу підтвердження землеволодінь. Водночас в регіоні Канто були встановлені 10 Кантосських строжок, головних адміністрацій 10 провінцій регіону.
Створення двох сьоґунатів на сході і півночі Японії було наслідком конфлікту між Імператором Ґо-Дайґо і Асікаґою Такаудзі. Останній отримав титул голови провінції Мусасі, але був позбавлений посади в уряді. Попри це, Такаудзі осів у Кіото, у зруйнованому ним будинку Рокухарського інспектора, і став одноосібно займатися проблемами самураїв, формуючи з них власне військо. Його зіткнення з монархом було справою часу.
У лютому 1334 року Імператор змінив девіз правління на «Кемму» і оголосив ремонт Імператорського Палацу, аби продемонструвати свою велич. Він також планував розпочати виготовляти власну монету та випускати паперові грошей. Імператор перепідпорядкував собі доходи з земель синтоїсьтських святилищ і ліквідував митниці на великих шляхах, які давали прибутки місцевій знаті. У червні 1334 року він видав декрет благодатного правління, за яким касував усі борги аристократії. Втім, заходи Імператора успіху не мали: самураї були не задоволені розміром винагороди за участь у антисьоґунатівському повстанні, селяни і міщани нарікали на збільшення податків у зв'язку із ремонтом Палацу, а в уряді тривали міжусобиці. Країна поступово ставала не керованою. З червня по вересень того ж року у провінції Вакаса тривали селянські заворушення, а у листопаді через підозру у державній зраді був заарештований принц Морійосі. У червні 1335 року Імператорська служба безпеки викрила підготовку державного заколоту під проводом аристократа Сайондзі Кінмуне, а наступного місяця на сході Японії вибухнуло повстання прибічників ліквідованого сьоґунату на чолі з Ходзьо Такаюкі, якому вдалося захопити Камакуру.

## Завершення

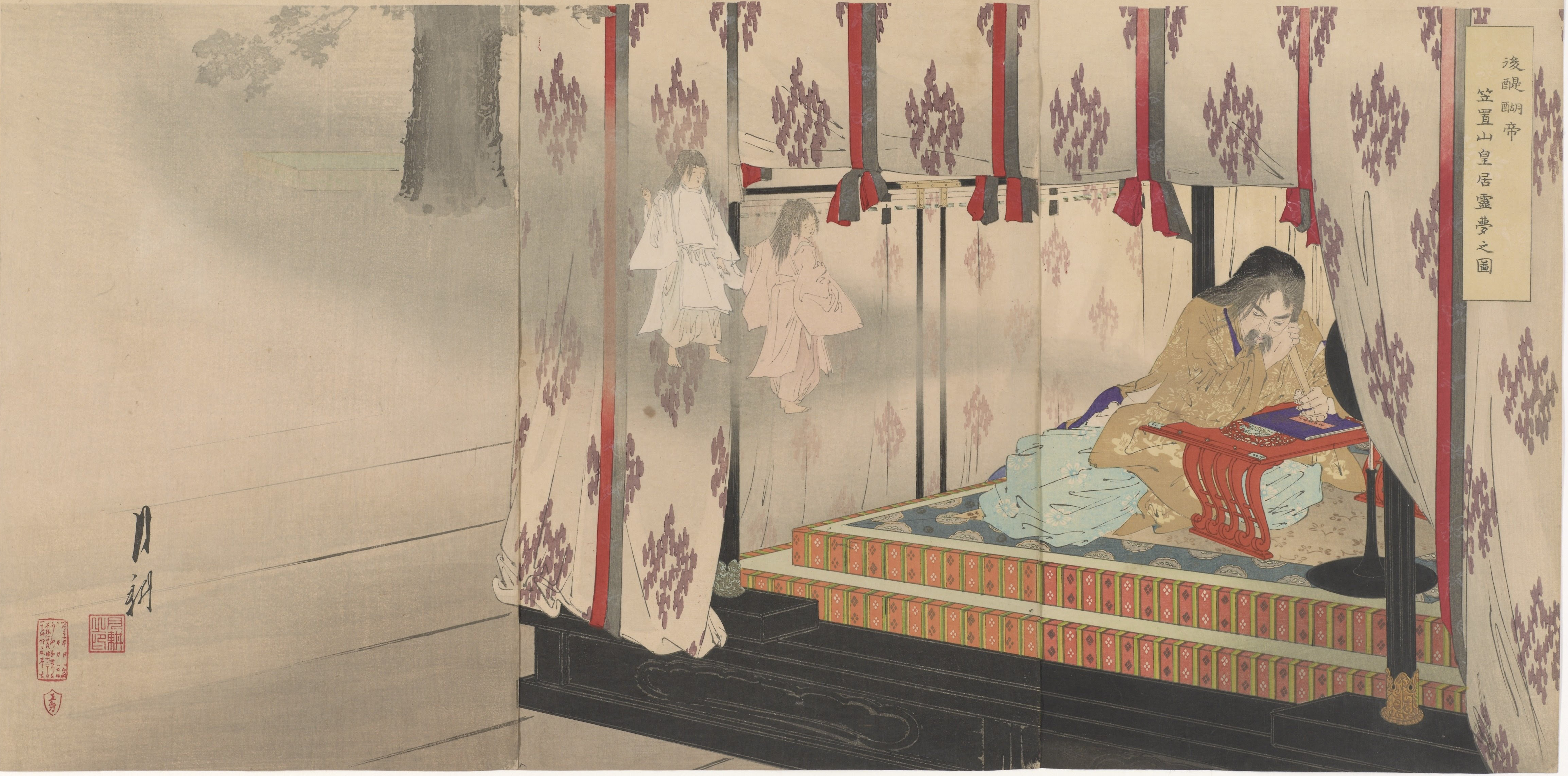
Імператор Ґо-Дайґо у Палаці Касаґіяма, у Йосіно.

У вересні 1335 року Асікаґа Такаудзі самовільно вирушив на схід із військом і визволив Камакуру. Він проігнорував наказ Імператора повернутися до Кіото і у грудні того ж року повстав проти діючого режиму. Розбивши Імператорські війська під проводом Нітти Йосісади у битві при Хаконе-Такеносіта, у лютому 1336 року Такаудзі вступив столицю країни. Проте його армія захопити Кіото не змогла і була розбита у вуличних боях. Такаудзі був змушений тікати на захід. У містечку Муроцу провінції Харіма він знову зібрав своїх родичів і полководців з військами, а у містечку Томо провінції Етідзен отримав від екс-Імператора Коґена наказ визволити скинути Імператора Ґо-Дайґо та його уряд.
У квітні 1336 року Такаудзі розбив про-Імператорські сили Західної Японії у битві при Татарахама на Кюсю і вирушив на схід до столиці, по Внутрішньому Японському морю. У червні того ж року він переміг основні сили противника на чолі з Кусунокі Масасіґе у битві при Мінатоґава і захопив Кіото. Імператор Ґо-Дайґо утік до пристоличного монастиря Енрякудзі, але був силою повернений до столиці. У листопаді його змусили зректися влади і передати трон з монаршими регаліями новому Імператору Комьо. Хоча реставрація Кемму була завершена, колишній Імператор Ґо-Дайґо не хотів миритися з поразкою, а тому утік зі столиці на південь, до району Йосіно, де проголосив себе єдиним легітимним Імператором Японії і заснував нову Південну династію. Країна вступила в епоху існування двох династій і громадянської війни — період Намбокутьо.